# Algemene verkiezingen in Mauritanië (1971)

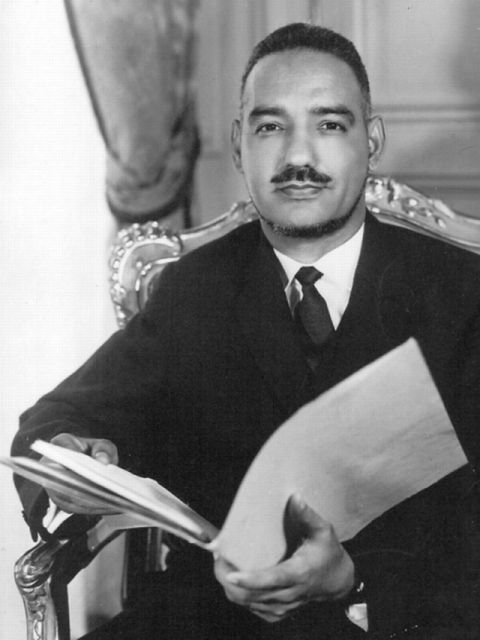
Moktar Ould Daddah (PPM), winnaar van de Mauritaanse presidentsverkiezingen op 8 augustus 1971 met 512.708 stemmen

De Algemene verkiezingen in Mauritanië van 1971 vonden op 8 augustus plaats. Er werd zowel gestemd voor een president en het parlement. De enige kandidaat voor het presidentschap, Moktar Ould Daddah, kreeg 100% van de stemmen. Hij werd voor de tweede keer herkozen en begon aan zijn derde ambtstermijn Alle zetels in Nationale Vergadering gingen naar de enige toegelaten partij, de Parti du peuple mauritanien (PPM).

## Presidentsverkiezingen
| Kandidaat                       | Kandidaat                       | Partij                          | Stemmen | %      |
| ------------------------------- | ------------------------------- | ------------------------------- | ------- | ------ |
|                                 | Moktar Ould Daddah              | Parti du peuple mauritanien     | 512.708 | 100,00 |
| Totaal                          | Totaal                          | Totaal                          | 512.708 | 100,00 |
|                                 |                                 |                                 |         |        |
| Geldige stemmen                 | Geldige stemmen                 | Geldige stemmen                 | 512.708 | 99,53  |
| Ongeldige stemmen/ Blanco       | Ongeldige stemmen/ Blanco       | Ongeldige stemmen/ Blanco       | 2.413   | 0,47   |
| Totaal aantal stemmen           | Totaal aantal stemmen           | Totaal aantal stemmen           | 515.121 | 100,00 |
| Geregistreerde kiezers/ Opkomst | Geregistreerde kiezers/ Opkomst | Geregistreerde kiezers/ Opkomst | 534.994 | 96,29  |
| Bron: AED, Nohlen et al.        |                                 |                                 |         |        |

## VerkiezingenNationale Vergadering
| Partij                    | Partij                      | Zetels                    | %      |
| ------------------------- | --------------------------- | ------------------------- | ------ |
|                           | Parti du peuple mauritanien | 50                        | 96,80  |
| Totaal                    | Totaal                      | 50                        | 100,00 |
|                           |                             |                           |        |
| Ongeldige stemmen/ Blanco | Ongeldige stemmen/ Blanco   | Ongeldige stemmen/ Blanco | 1,37   |
| Bron: AED                 |                             |                           |        |